# Аффан, Амин
Амин Тарек Аффан (англ. Amin Tareq Affane; род. 21 января 1994 года, Андеред, Швеция), более известный как Амин Аффан — шведский футболист марокканского происхождения, атакующий полузащитник футбольного клуба «Гётеборг». Воспитанник футбольной академии «Челси».

## Клубная карьера

### «Лерье-Ангередс»
Амин с детства играл в молодёжных командах клуба из его родного города «Лерье-Ангередс», который играет в Третьем дивизионе Швеции. В январе 2010 года он согласился присоединиться к футбольной Академии «Челси». Помимо «Челси» нему проявляли интерес многие футбольные гранды Европы, в том числе «Милан», «Ювентус», «Реал Мадрид», «Манчестер Юнайтед» и «Манчестер Сити».

### «Челси»
Левоногий атакующий полузащитник с ловким умом и хорошим видением игры, имеющий хороший набор физических навыков для своих габаритов. Большую часть своего первого года в Англии он пропустил из-за травмы, но прибавил уже к концу сезона и начал игать за команду до 18 лет. В апреле 2011 года он дебютировал за резервную команду «Челси» и показал отличное улучшение в своём развитии в первой половине сезона 2011/12. Он показывал отличный дриблинг в штрафной и забивал голы с разных точек на поле.

### Аренда в «Роде»
30 августа 2012 года Аффан был отдан в долгосрочную аренду нидерландской «Роде» до конца сезона 2012/13. 1 сентября 2012 года Амин впервые дебютировал на профессиональном уровне против «Виллем II», выйдя на замену во втором тайме и отдав голевую передачу на Кристиана Немета и был объявлен игроком матча. «Рода» выиграла матч со счётом 3:0, эта стала первой победой клуба в сезоне 2012/13.
16 сентября Аффан провел в основном составе все 90 минут, в матче против АЗ, который закончился поражением 0:4. 25 сентября 2012 года, Амин дебютировал в Кубке Нидерландов, где они дома проиграли со счётом 0:1 в дополнительное время «Зволле».
30 сентября он забил свой первый гол за «Роду» в матче Эредивизи против «Гронингена», который они проиграли на выезде 2:3. Он вышел на замену на 71-й минуте и отметился прострелом по воротам с 22 метров, а затем сравнял счёт 2:2 на 78-й минуте. 20 октября 2012 года, Амин отдал голевую передачу выйдя на замену во второй половине матча против «Твенте», который закончился вничью 1:1. 11 ноября 2012 года, Амин отдал две голевые передачи на Сенхариба Малки и Барта Биманса, но это не помогло команде, которая потерпела поражение от «Фейеноорда» на «Де Кёйпе» со счётом 2:5.

## Международная карьера
Амин представлял свою страну в сборных до 17 и 19 лет. Он также имеет право играть за сборную Марокко.

## Достижения
«Челси»
- Чемпион Премьер-лиги для резервистов (1): 2010/11
- Обладатель Молодёжного кубка Англии (1): 2012
- Итого: 2 трофея